# Gabriel Fortier
Gabriel Fortier, född 6 februari 2000, är en kanadensisk professionell ishockeyforward som är kontrakterad till Tampa Bay Lightning i National Hockey League (NHL) och spelar för Syracuse Crunch i American Hockey League (AHL).
Han har tidigare spelat för Drakkar de Baie-Comeau och Moncton Wildcats i Ligue de hockey junior majeur du Québec (LHJMQ).
Fortier draftades av Tampa Bay Lightning i andra rundan i 2018 års draft som 59:e spelare totalt.

## Statistik
| 2013–2014    | Lions du Lac St-Louis bantam AAA |              | 25  | 10  | 7   | 17  | 12  | 3  | 1 | 0  | 1  | 2  |
| 2014–2015    | Lions du Lac St-Louis bantam AAA |              | 32  | 34  | 21  | 55  | 36  | 4  | 4 | 0  | 4  | 2  |
|              | Lions du Lac St-Louis espoir     |              | 5   | 2   | 1   | 3   | 2   | —  | — | —  | —  | —  |
| 2015–2016    | Lions du Lac St-Louis            | LHMAAAQ      | 41  | 18  | 29  | 47  | 26  | 17 | 7 | 11 | 18 | 10 |
| 2016–2017    | Drakkar de Baie-Comeau           | LHJMQ        | 25  | 11  | 6   | 17  | 4   | 1  | 0 | 0  | 0  | 0  |
| 2017–2018    | Drakkar de Baie-Comeau           | LHJMQ        | 66  | 26  | 33  | 59  | 59  | 5  | 3 | 1  | 4  | 0  |
| 2018–2019    | Drakkar de Baie-Comeau           | LHJMQ        | 68  | 35  | 48  | 83  | 27  | 7  | 1 | 2  | 3  | 6  |
|              | Syracuse Crunch                  | AHL          | 4   | 0   | 0   | 0   | 0   | 1  | 0 | 0  | 0  | 0  |
| 2019–2020    | Drakkar de Baie-Comeau           | LHJMQ        | 36  | 17  | 15  | 32  | 16  | —  | — | —  | —  | —  |
|              | Moncton Wildcats                 | LHJMQ        | 28  | 15  | 16  | 31  | 10  | —  | — | —  | —  | —  |
| 2020–2021    | Moncton Wildcats                 | LHJMQ        | 13  | 6   | 2   | 8   | 6   | —  | — | —  | —  | —  |
|              | Syracuse Crunch                  | AHL          | 30  | 6   | 4   | 10  | 2   | —  | — | —  | —  | —  |
| 2021–2022    | Tampa Bay Lightning              | NHL          | 10  | 1   | 0   | 1   | 4   | —  | — | —  | —  | —  |
|              | Syracuse Crunch                  | AHL          | 72  | 14  | 21  | 35  | 33  | 5  | 0 | 1  | 1  | 6  |
| 2022–2023    | Tampa Bay Lightning              | NHL          | 1   | 0   | 0   | 0   | 0   | —  | — | —  | —  | —  |
|              | Syracuse Crunch                  | AHL          | 67  | 11  | 18  | 29  | 29  | 5  | 0 | 0  | 0  | 0  |
| NHL totalt   | NHL totalt                       | NHL totalt   | 11  | 1   | 0   | 1   | 4   | —  | — | —  | —  | —  |
| AHL totalt   | AHL totalt                       | AHL totalt   | 51  | 10  | 11  | 21  | 12  | 1  | 0 | 0  | 0  | 0  |
| LHJMQ totalt | LHJMQ totalt                     | LHJMQ totalt | 236 | 110 | 120 | 230 | 122 | 13 | 4 | 3  | 7  | 6  |

### Internationellt
| Källa: Uppdaterad: 2021-12-01 | Källa: Uppdaterad: 2021-12-01 | Källa: Uppdaterad: 2021-12-01 |         | Utv = Utvisningsminuter | Utv = Utvisningsminuter | Utv = Utvisningsminuter | Utv = Utvisningsminuter | Utv = Utvisningsminuter |
| År                            | Lag                           | Mästerskap                    | Matcher | Mål                     | Assists                 | Poäng                   | Utv                     |                         |
| ----------------------------- | ----------------------------- | ----------------------------- | ------- | ----------------------- | ----------------------- | ----------------------- | ----------------------- | ----------------------- |
| 2016                          | Kanada                        | Ungdoms-OS, vinter            | 6       | 1                       | 1                       | 2                       | 0                       |                         |
| 2017                          | Kanada                        | Ivan Hlinka                   | 5       | 2                       | 0                       | 2                       | 0                       |                         |
| Junior totalt                 | Junior totalt                 | Junior totalt                 | 11      | 3                       | 1                       | 4                       | 0                       |                         |